# Терпандр
Терпандр (др.-греч. Τέρπανδρος) — древнегреческий поэт и музыкант (VII век до н. э.), уроженец лесбосского города Антиссы (по другим сведениям — Кум или Арн), легендарный основатель греческой классической музыки и лирической поэзии, эолийской и дорийской. Работал в Спарте.

## Заслуги в мусических искусствах
Местом деятельности Терпандра была Спарта, куда он по указанию дельфийского оракула был призван для подавления народных волнений. Здесь он упорядочил дорийскую музыку и получил приз на музыкальном состязании. 
Терпандру приписывается введение особого рода текстомузыкальной формы — нома. Сочинённые им эолийский, беотийский, высокий, терпандров, кепионов и др. номы стали общепризнанными у греков мелодическими и композиционными моделями, которые использовались как основа для распева гекзаметрических стихов на музыкально-поэтических состязаниях (играх). Сам Терпандр, по свидетельству древних, победил в четырёх Пифийских играх. 
Терпандру также приписывается усовершенствование лиры, к четырём струнам которой он прибавил ещё три. 
В метрике Терпандр предпочитал гекзаметр, хотя в сохранившихся отрывках его стихотворений встречаются и другие размеры, например, удлинённые спондеи и дактилотрохеи.